# Tabanus jadini
Tabanus jadini är en tvåvingeart som beskrevs av Alex Fain 1949. Tabanus jadini ingår i släktet Tabanus och familjen bromsar.
Artens utbredningsområde är Kongo. Inga underarter finns listade i Catalogue of Life.